# 威爾莫爾 (肯塔基州)
威爾莫爾（英語：Wilmore）是一個位於美國肯塔基州傑薩曼縣的城市。

## 地方資料
根據2020年美國人口普查的數據，威爾莫爾的面積為10.60平方千米，當中陸地面積為10.51平方千米，而水域面積為0.09平方千米。當地共有人口5999人，而人口密度為每平方千米565.94人。